# Callippe de Cyzique
Pour les articles homonymes, voir Callippe.
Calippe ou Callippe de Cyzique, est un astronome grec du IVe siècle av. J.-C., natif de Cyzique.
Il fut disciple de Kidenas, et à Athènes, d'Eudoxe de Cnide et d'Aristote ; il partageait avec eux l'idée que les saisons étaient le produit de la révolution zodiacale du Soleil, constituée par son déplacement d'est en ouest.

## Œuvres

### Modèle astronomique
Il entreprit de compléter le modèle astronomique des sphères homocentriques établi par Eudoxe, système qui ne « sauvait » pas de nombreux phénomènes, en rajoutant deux sphères à la Lune et au Soleil et une sphère à Vénus, Mercure et Mars. Il aboutit, au total, à 34 sphères, une pour l'ensemble des étoiles, cinq pour la Lune, le Soleil, Mercure, Vénus et Mars et quatre pour chacune des deux autres planètes, Jupiter et Saturne. C'est le modèle astronomique retenu par Aristote dans Métaphysique, qui le complète, néanmoins, par onze sphères compensatrices de façon qu'il n'y ait pas de vide entre les groupes de sphères et que toutes des sphères soit entraînées par le seul mouvement de la sphère portant les étoiles.
Callippe fut le premier à mettre en évidence l’inégalité de la longueur des saisons, et pour expliquer ce phénomène, il suggéra que le Soleil devait se déplacer à des vitesses variables tout au long de l’année ; ce qui contrevient au principe du mouvement uniforme posé par Aristote.

### Cycle lunaire-solaire de 76 ans
Il inventa, vers -331, un cycle lunaire-solaire de 76 ans, qu'il substitua au cycle de 19 ans ou Nombre d'or, imaginé par Méton, afin de ramener avec plus d'exactitude les mêmes positions du Soleil et de la Lune. 

Pour Méton, en 76 ans, il y avait 440 mois creux de 29 jours et 500 mois pleins de 30 jours. Callippe adopta 441 mois creux et 499 mois pleins, ce qui eut pour effet de réduire le cycle d’une journée. Le nouveau cycle était donc constitué de : 441×29 + 499×30 = 27 759 jours, soit une année de : 27 759/76 = 365,25 jours.
Ce cycle, qui commença le 28 juin 330 av. J.-C., porte le nom de période calippique. Adopté par les Athéniens, puis par les Macédoniens, il pénétra avec eux en Asie, et remplaça le cycle solaire des Chaldéens.

## Hommages
Le cratère lunaire Calippus est nommé en son honneur.